# Мордовин, Игнатий Александрович

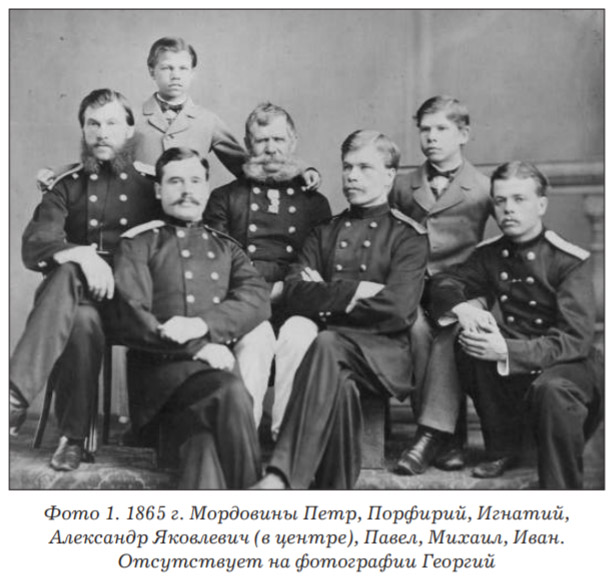
Военная династия Мордовиных

Игнатий Александрович Мордовин (1844—после 1890) — русский морской офицер, военный-гидрограф, капитан.

## Биография
Родился 20 декабря 1844 года в семье морского офицера Александра Яковлевича Мордовина. В семье было семеро сыновей: Петр, Иван, Павел, Игнатий, Михаил, Порфирий и Георгий, многие из которых также стали военными. Игнатий родился во втором браке Александра Яковлевича за Третьяковой Екатериной Ивановной. В этом же браке родились сёстры Ираида и Лукия.
Воспитывался и учился в Штурманском училище. В службу вступил в 1-м Штурманском полуэкипаже кадетом 4 сентября 1855 года. На действительной службе находился с 20 декабря 1860 года. В 1860—1865 годах служил на пароходных фрегатах «Камчатка», «Гремящий» и «Храбрый», транспорте «Артельщик», винтовой лодке «Кольчуга». В 1865—1867 годах находился в заграничных походах на фрегатах «Дмитрий Донской» и «Светлана», после чего уволился с морской военной службы в звании прапорщика.
В 1867—1874 годах И. А. Мордовин находился на разных должностях в Московском Государственном банке. Затем в 1874 году был определён на службу в Гидрографический департамент Морского министерства для съемки кавказского берега Чёрного моря. В 1874—1876 годах участвовал в съемке этого же побережья на пароходе «Дочка». В сентябре 1877 года Игнатий Александрович был при бомбардировании турецких броненосных судов в Сулине, а в 1878 году состоял помощником капитана Сулинского порта. Продолжив морскую службу, 1 января 1879 года был произведен в подпоручики и в 1880—1883 годах ходил на пароходах «Олег» и «Одесса» по портам Сирии, Палестины и Египта. В 1884—1889 годах в составе Черноморских флотских экипажей служил на Чёрном море на шхуне «Казбек», пароходах «Опыт» и «Пендераклия», крейсере «Память Меркурия»; также плавал за границу старшим штурманом. 1 января 1888 года был произведен в штабс-капитаны.
Уволен со службы в звании капитана в октябре 1890 года по болезни с мундиром и пенсией. Дальнейшая судьба неизвестна. Дважды был женат, в первом браке родились дочери Антонина (1870) и Елена (1878).
И. А. Мордовин был награждён светло-бронзовой медалью в память Турецкой войны 1877—1878 годов (1878) и турецким орденом Меджидие 4 степени (1890).
В РГАВМФ имеются документы, относящиеся к П. А. Мордовину (Фонд 1212, Опись 2, Ед. Хр.576).